# 李子雄 (建昌县公)
李子雄（6世纪—613年），《北史》作李雄。渤海郡蓨县人，隋朝军事人物。李桃枝之子。

## 生平
弱冠之年参加北周周武帝滅北齐之战，因功績受位帥都督。大象二年（580年），李子雄在韋孝宽属下讨伐尉迟迥，受位上開府，封爵建昌县公。
隋文帝開皇元年（581年），担任驃騎将軍。開皇九年（589年）、参与滅陳之战，因功績進位大将軍。历任郴州刺史、江州刺史，有能干的名声。
仁寿年間，因事件连坐免官。仁寿四年（604年），隋文帝死后，漢王楊諒造反，隋煬帝准备征发幽州之兵討伐乱軍。幽州总管是竇抗，煬帝怀疑竇抗有二心，向楊素征求其他人选。楊素推薦李子雄，李子雄任大将軍、廉州刺史，入幽州。竇抗带领二千骑兵拜访李子雄，李子雄埋下伏兵抓住了竇抗，掌握幽州兵权。動員幽州兵三万，討伐楊諒。楊諒派大将軍劉建经略河北。李子雄率幽州兵在抱犢山下会战劉建，将他击败。李子雄升任幽州总管，召還任民部尚書。不久改任右武候大将軍，治军严整，隋炀帝评价他是诸葛亮式的人才，後因事连坐免官。
大業九年（613年），隋煬帝二征高句麗，他在来護儿属下从東莱出海。楊玄感在黎陽造反，煬帝怀疑李子雄会响应楊玄感，将李子雄囚禁。李子雄殺死使者逃亡，归附楊玄感。在杨玄感败势的时候，向楊玄感建议西向关中。楊玄感失败後，李子雄也被处死。

## 延伸阅读
[在维基数据编辑]
 《隋書·卷70》，出自魏徵《隋书》